# He Yingqiang
He Yingqiang (chinesisch 何英強 / 何英强, Pinyin Hé Yīngqiáng; * 25. Mai 1965 in Yunan, Guangdong) ist ein ehemaliger chinesischer Gewichtheber. Er gewann bei den Olympischen Spielen 1988 eine Silber- und 1992 eine Bronzemedaille.

## Werdegang
He Yingqiang begann als Jugendlicher 1977 an einer Sportschule in Yunan mit dem Gewichtheben. Bereits 1978 wurde er in das Provinzteam von Guangdong aufgenommen und 1983 erfolgte seine Berufung in die chinesische Nationalmannschaft der Gewichtheber. Er war sehr leicht und startete als Junior in der Fliegengewichtsklasse, später wuchs er bei einer Größe von 1,60 Metern in das Bantam- bzw. das Federgewicht hinein.
Bereits 1981 wurde er chinesischer Juniorenmeister im Fliegengewicht, dem er 1982 den Titel eines chinesischen Meisters der Senioren in derselben Gewichtsklasse hinzufügte. 1983 wurde er bei den Asien-Meisterschaften im Fliegengewicht eingesetzt. Seine genaue Platzierung im Zweikampf ist nicht bekannt, bekannt ist aber, dass er den Asienmeister-Titel im Stoßen gewann. Er wurde 1983 auch schon bei der Weltmeisterschaft der Senioren in Moskau eingesetzt. Er startete dort im Fliegengewicht und erzielte eine Zweikampfleistung von 235 kg (102,5–132,5). Mit dieser Leistung belegte er den 8. Platz.
1984 gewann He Yingqiang bei der Asien-Meisterschaft den Titel im Reißen. Bei der Junioren-Weltmeisterschaft in Lignano/Italien erzielte er im Fliegengewicht 237,5 kg (105–132,5) und damit die gleiche Leistung wie der Sieger Bernard Piekorz aus Polen, der aber einige Gramm leichter war als er und damit Junioren-Weltmeister wurde. Für He blieb der 2. Platz. Interessanterweise erzielten sowohl Piekorz als auch He Yingqiang im Zweikampf 2,5 kg mehr als der Olympiasieger von 1984 in Los Angeles Zeng Guoqiang, der dort auf 235 kg kam.
1985 gewann He Yingqiang bei der Weltmeisterschaft in Södertälje, erstmals im Bantamgewicht startend, mit 270 kg (120–150) sowohl im Zweikampf als auch in den beiden Einzeldisziplinen jeweils die Bronzemedaille. Sieger wurde dort der Bulgare Neno Tersijski mit 280 kg (122,5–157,5) vor dem für die UdSSR startenden Armenier Oksen Mirsojan, der ebenfalls auf 280 kg (122,5–157,5) kam. 1986 steigerte er sich bei der Weltmeisterschaft in Sofia enorm auf 287,5 kg (127,5–160), mit denen er hinter Mitko Grablew, Bulgarien, 290 kg (127,5–162,5), aber noch vor Oksen Mirsojan, 285 kg (125–160) den 2. Platz belegte. Im Reißen wurde er dabei mit den von ihm erzielten 127,5 kg Weltmeister. Das war der zweite Weltmeistertitel, nach Wu Shude, der 1984 Weltmeister im Stoßen geworden war, den ein chinesischer Gewichtheber in der Geschichte des Gewichthebens gewann. Vor den Weltmeisterschaften in Sofia hatte He Yingqiang auch bei den Asien-Spielen 1986 in Seoul im Bantamgewicht vor dem Olympiasieger von 1984 im Fliegengewicht, seinem Landsmann Zeng Guoqiang und Dirdja Wihardja aus Indonesien gewonnen.
Bei der Weltmeisterschaft 1987 in Ostrava unterliefen ihm im Reißen drei Fehlversuche, so dass er keine Zweikampfwertung erzielen konnte. Im Stoßen kam er auf 160 kg, mit denen er hinter Neno Tersijski, der auf 162,5 kg kam, Vize-Weltmeister wurde. Bei den danach stattfindenden chinesischen National-Spielen in Guangzhou stellte er dann ausgerechnet im Reißen mit 133,5 kg einen neuen Weltrekord auf. Es war der einzige Weltrekord, den er in seiner Laufbahn erzielte.
Bei den Olympischen Spielen 1988 in Seoul gewann er mit seiner Zweikampf-Leistung von 287,5 kg (125–162,5) hinter Oksen Mirsojan, der auf 292,5 kg kam, die Silbermedaille. Mitko Grablew, der mit 295 kg im Zweikampf eigentlich gewonnen hatte, wurde nachträglich, aber noch in Seoul, als Doper entlarvt. Die Goldmedaille wurde ihm entzogen.
1989 kam He Yingqiang bei der Weltmeisterschaft in Athen mit 280 kg (125–155) auf den 3. Platz. Dabei hatte er im Stoßen mit 162,5 kg zwei Fehlversuche. Wäre ihm einer dieser Versuche gelungen, so wäre er mit 287,5 kg vor Hafız Süleymanoğlu, UdSSR, 287,5 kg (130–157,5) und Liu Shoubin, China, 285 kg (130–155) Weltmeister im Zweikampf geworden. 1990 wurde er in Peking erneut Sieger bei den Asien-Spielen im Federgewicht vor dem Nordkoreaner Li Jae-Son und Liao Hsingchou aus Thailand. Seine Zweikampf-Leistung von diesem Wettkampf ist nicht bekannt. Bei der Weltmeisterschaft 1990 in Budapest startete er wieder im Bantamgewicht und musste sich dort im Zweikampf mit 285 kg (125–160) seinem Landsmann Liu Shoubin, der ebenfalls 285 kg (130–155) erzielte, aufgrund seines geringfügig höheren Körpergewichts geschlagen geben. Im Stoßen wurde er mit den von ihm erzielten 160 kg aber Weltmeister.
Im Jahre 1991 wechselte He Yingqiang endgültig in das Federgewicht und kam in dieser Gewichtsklasse bei der Weltmeisterschaft in Donaueschingen mit 292,5 kg (132,5–160) auf den dritten Platz hinter Naim Süleymanoğlu, Türkei, 310 kg (137,5–172,5) und Jurik Sarkisjan, UdSSR, der 302,5 kg (132,5–170) erzielte. 1992 war dann das letzte Wettkampfjahr in der Karriere von ihm. Er startete in diesem Jahr in Barcelona ein zweitesmal bei Olympischen Spielen und gewann dort im Federgewicht mit 295 kg (130–165) die Bronzemedaille hinter Naim Süleymanoğlu, 320 kg (142,5–177,5) und Nikolaj Peschalow aus Bulgarien, der 305 kg (137,5–167,5) erzielte.
He Yingqiang hatte, als er 1992 seine internationale Karriere beendete, die bis dahin am längsten währende Karriere (10 Jahre) eines chinesischen Gewichthebers hinter sich. Er gewann bei Olympischen Spielen und Weltmeisterschaften, die Junioren-Weltmeisterschaften von 1984 mit eingerechnet, insgesamt drei Goldmedaillen, fünf Silbermedaillen und zwölf Bronzemedaillen, insgesamt also 20 Medaillen. Was ihm jedoch nicht vergönnt war, war ein Olympiasieg oder Weltmeister-Titel im Zweikampf.

## Internationale Erfolge
| Jahr | Platz  | Wettbewerb                         | Gewichtsklasse | |
| 1983 | 8.     | WM in Moskau                       | Fliegen        | mit 235 kg (102,5–132,5); Sieger: Neno Tersijski, Bulgarien, 260 kg (115–145) vor Jacek Gutowski, Polen, 250 kg (112,5–137,5)                                   |
| 1984 | 2.     | Junioren-WM in Lignano/Italien     | Fliegen        | mit 237,5 kg (105–132,5), hinter Bernard Piekorz, Polen, 237,5 kg (107,5–130), vor P. Mitew, Bulgarien, 227,5 kg (95–132,5)                                     |
| 1985 | 3.     | WM in Södertälje                   | Bantam         | mit 270 kg (120–150), hinter Neno Tersijski, 280 kg (122,5–157,5) u. Oksen Mirsojan, UdSSR, 280 kg (122,5–157,5)                                                |
| 1986 | 1.     | Asien-Spiele in Seoul              | Bantam         | vor Zeng Guoqiang, China u. Dirdja Wihardja, Indonesien |
| 1986 | 2.     | WM in Sofia                        | Bantam         | mit 287,5 kg (127,5–160), hinter Mitko Grablew, Bulgarien, 290 kg (127,5–162,5), vor Oksen Mirsojan, 285 kg (125–160)                                           |
| 1987 | 1.     | Asien-Meisterschaften in Ageo City | Bantam         | mit 270 kg (120–150), vor Tohru Hara, Japan, 260 kg (115–145)                                                                                                   |
| 1987 | unpl.  | WM in Ostrava                      | Bantam         | nach drei Fehlversuchen im Reißen, im Stoßen mit 160 kg Vize-Weltmeister; Sieger: Neno Tersijski, 287,5 kg (125–162,5) vor Liu Shoubin, China, 275 kg (130–145) |
| 1988 | 1.     | Asien-Meisterschaft in Shilong     | Bantam         | mit 282,5 kg (132,5–150), vor Kim Jong-Nam, Nordkorea, 255 kg (120–135) u. Dirdja Winhardja, Indonesien, 247,5 kg (110–137,5)                                   |
| 1988 | Silber | OS in Seoul                        | Bantam         | mit 287,5 kg (125–162,5), hinter Oksen Mirsojan, 292,5 kg (127,5–165), vor Liu Shoubin, China, 267,5 kg (127,5–140)                                             |
| 1989 | 3.     | WM in Athen                        | Bantam         | mit 280 kg (125–155) hinter Hafız Süleymanoğlu, UdSSR, 287,5 kg (130–157,5) u. Liu Shoubin, 285 kg (130–155)                                                    |
| 1990 | 1.     | Asien-Spiele in Peking             | Feder          | vor Li Jae-Son, Nordkorea u. Liao Hsingchou, Thailand |
| 1990 | 2.     | WM in Budapest                     | Bantam         | mit 285 kg (125–160), hinter Liu Shoubin, 285 (130–155) u. vor Chun Byung-kwan, Südkorea, 277,5 kg (122,5–155)                                                  |
| 1991 | 3.     | WM in Donaueschingen               | Feder          | mit 292,5 kg (132,5–160), hinter Naim Süleymanoğlu, Türkei, 310 kg (137,5–172,5) u. Jurik Sarkisjan, UdSSR, 302,5 kg (132,5–170)                                |
| 1992 | Bronze | OS in Barcelona                    | Feder          | mit 295 kg (130–165), hinter Naim Süleymanoğlu, 320 kg (142,5–177,5) u. Nikolaj Peschalow, Bulgarien, 305 kg (137,5–167,5)                                      |

## WM-Einzelmedaillen
- WM-Goldmedaillen: 1984/Stoßen/Junioren – 1986/Reißen – 1990/Stoßen
- WM-Silbermedaillen: 1987/Stoßen – 1991/Reißen
- WM-Bronzemedaillen: 1984/Reißen/Junioren – 1985/Reißen – 1985/Stoßen – 1986/Stoßen – 1989/Reißen – 1990/Reißen – 1991/Stoßen

## Weltrekord
| Datum      | Ort       | Disziplin | Gewichtsklasse | Leistung |
| 23.11.1987 | Guangzhou | Reißen    | Bantam         | 133,5 kg |

## Erläuterungen
- alle Wettbewerbe im Zweikampf, bestehend aus Reißen und Stoßen,
- OS = Olympische Spiele,
- WM = Weltmeisterschaft,
- Fliegengewicht, damals bis 52 kg, Bantamgewicht, damals bis 56 kg und Federgewicht, damals bis 60 kg Körpergewicht,
- Seit 1988 gelten die Olympischen Spiele nicht mehr gleichzeitig als Weltmeisterschaft